# أنو سيروس
أنو سيروس (Άνω Σύρος) هي مدينة في كيكلاديس في مقاطعة جنوب إيجة في اليونان.
يبلغ عدد سكانها حوالي 1021 نسمة.